# Wrocki (gmina)
Wrocki – dawna gmina wiejska istniejąca w latach 1934–1954 w woj. pomorskim/bydgoskim (dzisiejsze woj. kujawsko-pomorskie). Siedzibą władz gminy były Wrocki.
Gmina zbiorowa Wrocki została utworzona 1 sierpnia 1934 roku w powiecie brodnickim w woj. pomorskim z dotychczasowych jednostkowych gmin wiejskich: Cieszyny, Kawki (część), Kujawa, Małki, Pląchoty, Pusta Dąbrówka, Wrocki i Wymokłe (oraz z obszarów dworskich położonych na tych terenach lecz nie wchodzących w skład gmin). 
Po wojnie gmina zachowała przynależność administracyjną. 6 lipca 1950 roku zmieniono nazwę woj. pomorskiego na bydgoskie. Według stanu z dnia 1 lipca 1952 roku gmina składała się z 7 gromad: Cieszyny, Kujawa, Małki, Płąchoty, Pusta Dąbrówka, Wrocki i Wymokłe. Gmina została zniesiona 29 września 1954 roku wraz z reformą wprowadzającą gromady w miejsce gmin. Jednostki nie przywrócono 1 stycznia 1973 roku po reaktywowaniu gmin, a jej dawny obszar wszedł w skład nowej gminy Golub-Dobrzyń.